# Litteraturfrämjandets stipendiater 1965
Boklotteriet ombildades 1965 till en stiftelse: Litteraturfrämjandet. Anledningen till detta var mest av administrativ karaktär.
Under år 1964 blev överskottet för Boklotteriet 153 000 kronor. Antalet lotter var 800 000. År 1964 delades överskottet ut som stipendier.
Litteraturfrämjandet delade 1965 ut följande stipendier:
10 000 kronor
- Peder Sjögren
- Birgitta Trotzig
- Åke Wassing

5 000 kronor
- Sven Delblanc
- Hans Hergin
- Bengt Nerman
- Gideon Ståhlberg
- Urban Torhamn
- Sonja Åkesson

3 000 kronor
- Bengt Bratt
- Torsten Ekbom
- Gunnar Falkås
- Viveka Heyman
- Björn Håkanson
- P C Jersild
- Bengt Emil Johnson
- Runer Jonsson
- Ulf Linde
- Göran Tunström

Journaliststipendium om 3 000 kronor till
- Lars Bäckström

Översättarstipendium om 3 000 kronor till
- C.G. Bjurström

Övriga stipendier om 3 000 kronor till
- Carl Elof Svenning

Stipendier till barn- och ungdomsförfattare 3 000 kronor vardera till
- Stig Ericson
- Hans-Eric Hellberg
- Hans Peterson
- Edith Unnerstad
- Eva von Zweigbergk

Stipendier från Arbetarnas bildningsförbund som erhållit medel från Litteraturfrämjandet
- Peter Weiss  5 000 kronor

Stipendium från Aftonbladet som erhållit medel från Litteraturfrämjandet
- Sven Delblanc  10 000 kronor

Stipendier från Landsbygdens stipendienämnd som erhållit medel från Litteraturfrämjandet
- Clas Engström  2 500 kronor
- Sigvard Karlsson  2 500 kronor

Stipendier från tidningen Vi som erhållit medel från Litteraturfrämjandet
- Stig Carlson  5 000 kronor
- Sandro Key-Åberg  5 000 kronor

Carl Emil Englund-priset om 15 000 kronor till
- Lars Forssell för boken Röster

Litteraturfrämjandets stora pris på 25 000 kronor till
- Tora Dahl

Litteraturfrämjandets stora romanpris om 15 000 kronor till
- Sven Rosendahl

Boklotteriets och Litteraturfrämjandets stipendiater finns angivna i
- 1949 Boklotteriets stipendiater 1949
- 1950 Boklotteriets stipendiater 1950
- 1951 Boklotteriets stipendiater 1951
- 1952 Boklotteriets stipendiater 1952
- 1953 Boklotteriets stipendiater 1953
- 1954 Boklotteriets stipendiater 1954
- 1955 Boklotteriets stipendiater 1955
- 1956 Boklotteriets stipendiater 1956
- 1957 Boklotteriets stipendiater 1957
- 1958 Boklotteriets stipendiater 1958
- 1959 Boklotteriets stipendiater 1959
- 1960 Boklotteriets stipendiater 1960
- 1961 Boklotteriets stipendiater 1961
- 1962 Boklotteriets stipendiater 1962
- 1963 Boklotteriets stipendiater 1963
- 1964 Boklotteriets stipendiater 1964
- 1965 Litteraturfrämjandets stipendiater 1965
- 1966 Litteraturfrämjandets stipendiater 1966
- 1967 Litteraturfrämjandets stipendiater 1967
- 1968 Litteraturfrämjandets stipendiater 1968
- 1969 Litteraturfrämjandets stipendiater 1969
- 1970 Litteraturfrämjandets stipendiater 1970
- 1971 Litteraturfrämjandets stipendiater 1971
- 1972 Litteraturfrämjandets stipendiater 1972